# 藤本尚子
藤本 尚子（ふじもと ひさこ、1948年12月7日 - ）は、日本の作家、批評家、作詞家。本名は久子（読み同じ）。
大阪府生まれ。幼少期に三重県名張市に移り、現在は多治見市在住。

## 経歴
1971年、大阪外国語大学外国語学部ドイツ語学科卒業。在学中よりフリーランス翻訳に従事。1982年、文芸誌『海燕』に「せいたか泡立草」を発表後、『貌』『象』『YOYO』『VAV』などに小説、評論を発表しつつ、新聞にコラムなどを執筆。
1997年に小説『マングース族の決闘』（AYUCHIいずみ書房）を出版。シンガポールの星日報、マレーシアの南国新聞に小説連載。2003年以降、作詞活動を始め、2009年には日本作詩家協会に正規会員登録。学術研究の対象も多様で、ブレヒト、老子などの文学以外に、地域通貨・金融論関係の論文もあり、経営学修士の学位をもつ。